# Hachim Mastour
Hachim Mastour (Reggio Emilia, 15 giugno 1998) è un calciatore marocchino con cittadinanza italiana, centrocampista o attaccante della Virtus Verona.

## Caratteristiche tecniche
Giocatore duttile, può essere impiegato in vari ruoli offensivi: seconda punta, esterno oppure trequartista. Abile nel dribbling, si distingue anche per il controllo di palla.
Nel 2015 The Guardian lo ha inserito tra i 50 migliori calciatori nati nel 1998.

## Carriera

### Club

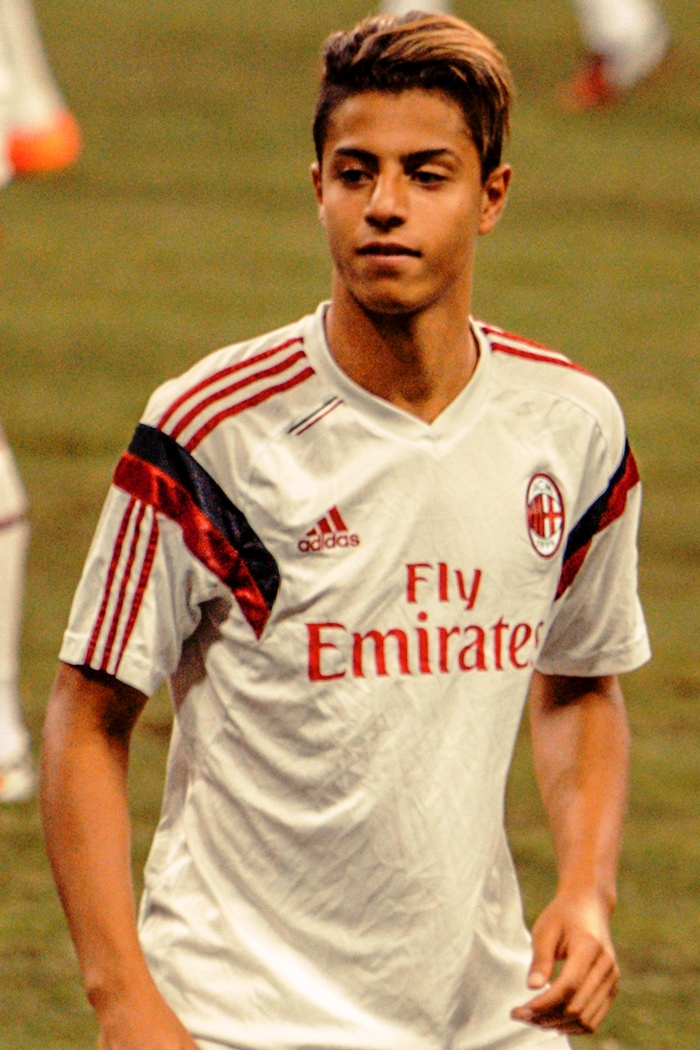
Hachim Mastour con la maglia del Milan

Il Milan lo acquista nel 2012, vincendo la concorrenza dell'Inter. Pur venendo aggregato alla prima squadra già a 16 anni, non esordisce in partite ufficiali. Nell'estate 2015 viene ceduto in prestito al Málaga: la minore età al momento della trattativa ne ritarda il debutto professionistico, che avviene il 7 novembre nella partita del campionato spagnolo contro il Betis Siviglia.
Fa ritorno ai rossoneri dopo un solo anno, venendo poi girato allo Zwolle. Rientra a Milano nel 2017, non trovando però mai minutaggio. Al termine del contratto, il 30 giugno 2018 Mastour resta svincolato.
Il 4 settembre 2018 sigla un contratto con il Lamia, club della massima serie greca. Il 24 settembre seguente debutta in campionato contro il Panaitōlikos, entrando in campo a mezz'ora dal termine e fallendo il rigore del possibile pareggio al 99º, che comunque avviene - dopo la respinta del portiere avversario - grazie ad Adejo che così firma la rete del Lamia per il 2-2 finale. Il 12 marzo 2019 la società comunica la rescissione del contratto.
Il 18 ottobre 2019 firma un contratto triennale con la Reggina. Il 22 gennaio 2020 fa il suo esordio in campionato nella gara Reggina-Virtus Francavilla.
Il 26 settembre 2020, a 22 anni, esordisce da subentrato in Serie B nella prima partita di campionato contro la Salernitana, terminata 1-1. Gioca la sua prima partita da titolare il 27 ottobre 2020, nella gara di Coppa Italia contro il Bologna, persa 2-0.
Il 14 gennaio 2021 viene ceduto in prestito al Carpi. Debutta con la maglia biancorossa il 17 gennaio nella partita vinta 4-2 ai danni del Ravenna.
Segna il suo primo gol nei professionisti il 24 gennaio nella sfida persa 5-1 dal Carpi in trasferta contro la Sambenedettese.
A fine prestito fa ritorno alla Reggina, con cui risolve il proprio contratto il 26 luglio 2021.
Il 28 giugno 2022 il Renaissance Zemamra, squadra marocchina militante nella Botola 2, la seconda divisione nazionale, ufficializza il suo ingaggio per la stagione 2022-2023 indossando anche la fascia da capitano. A fine stagione, dopo aver vinto il titolo e conquistato la promozione in Botola 1, comunica la sua partenza dal club e il 1º luglio seguente annuncia la firma con l'Union Touarga, squadra di Rabat che milita nella massima serie.
Dopo essersi allenato per un breve periodo da svincolato il 30 gennaio 2025 viene ufficializzato dalla FC Zeta, club partecipante alla Kings League Italy e guidato da Cristian Brocchi.

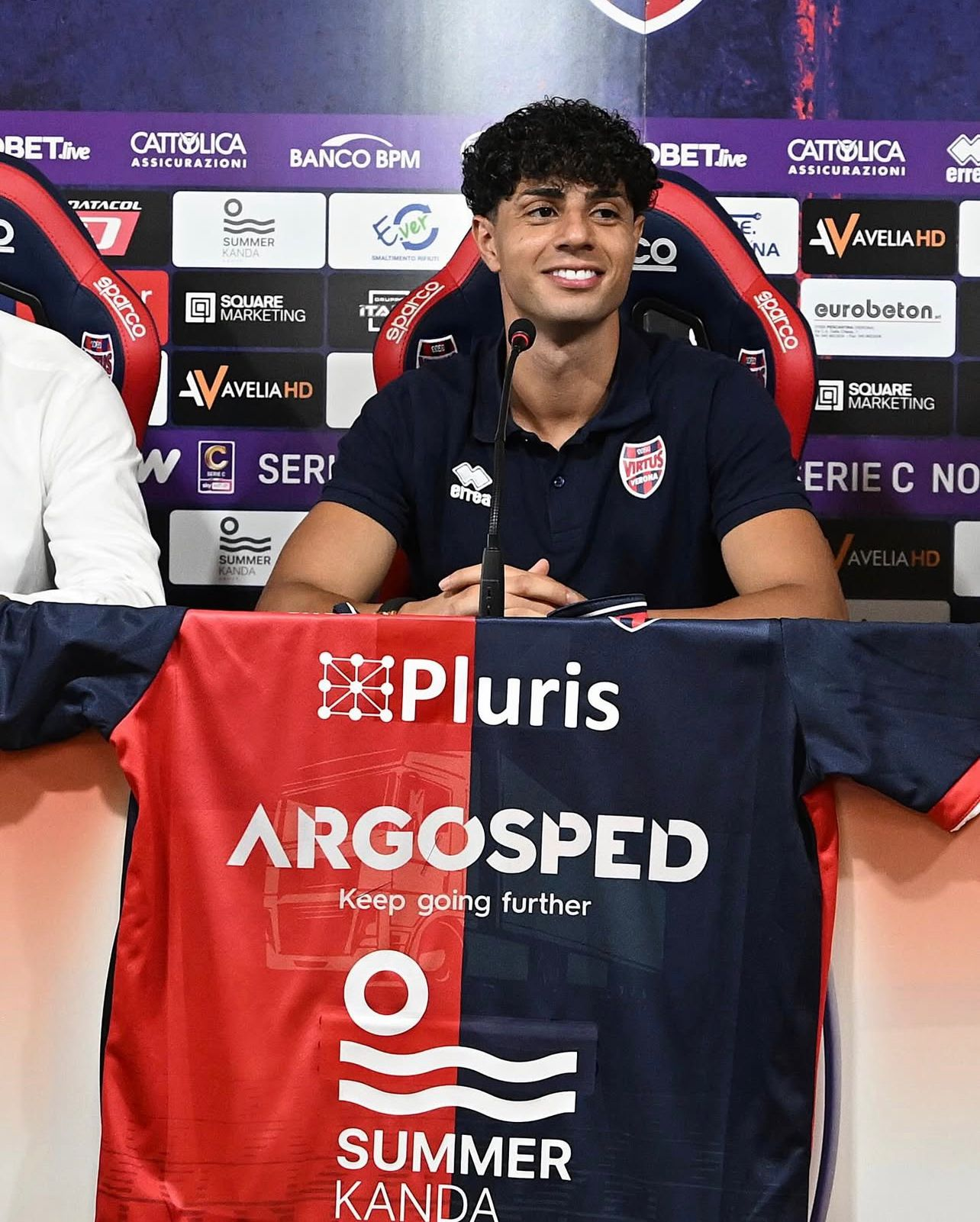
Mastour in conferenza stampa per la Virtus Verona

Il 28 giugno 2025, a pochi giorni dall’inizio del mercato, trova un accordo con la Virtus Verona, società Italiana militante in Serie C.

### Nazionale
È il più giovane esordiente nella storia della nazionale marocchina, avendo debuttato il 12 giugno 2015 (contro la Libia) a 16 anni e 362 giorni. Successivamente è sceso in campo due volte con la rappresentativa under-23 del Marocco, prima il 31 agosto 2016 nell'amichevole vinta 4-2 contro la Liberia, dove è entrato all'80' al posto di Badr Boulahroud e successivamente il 14 novembre dello stesso anno scendendo in campo da titolare nell'amichevole non ufficiale contro la Palestina pareggiata per 0-0.

## Statistiche

### Presenze e reti nei club
Statistiche aggiornate al 19 gennaio 2024.
| Stagione             | Squadra              | Campionato           | Campionato | Campionato | Coppe nazionali | Coppe nazionali | Coppe nazionali | Coppe continentali | Coppe continentali | Coppe continentali | Altre coppe | Altre coppe | Altre coppe | Totale | Totale |
| Stagione             | Squadra              | Comp                 | Pres       | Reti       | Comp            | Pres            | Reti            | Comp               | Pres               | Reti               | Comp        | Pres        | Reti        | Pres   | Reti   |
| -------------------- | -------------------- | -------------------- | ---------- | ---------- | --------------- | --------------- | --------------- | ------------------ | ------------------ | ------------------ | ----------- | ----------- | ----------- | ------ | ------ |
| 2013-2014            | Milan                | A                    | 0          | 0          | CI              | 0               | 0               | -                  | -                  | -                  | -           | -           | -           | 0      | 0      |
| 2014-2015            | Milan                | A                    | 0          | 0          | CI              | 0               | 0               | -                  | -                  | -                  | -           | -           | -           | 0      | 0      |
| 2015-2016            | Málaga               | PD                   | 1          | 0          | CR              | 0               | 0               | -                  | -                  | -                  | -           | -           | -           | 1      | 0      |
| 2016-2017            | PEC Zwolle           | ED                   | 5          | 0          | CO              | 1               | 0               | -                  | -                  | -                  | -           | -           | -           | 6      | 0      |
| 2017-2018            | Milan                | A                    | 0          | 0          | CI              | 0               | 0               | UEL                | -                  | -                  | -           | -           | -           | 0      | 0      |
| Totale Milan         | Totale Milan         | Totale Milan         | 0          | 0          |                 | 0               | 0               |                    | -                  | -                  |             | -           | -           | 0      | 0      |
| 2018-mar. 2019       | Lamia                | SL                   | 4          | 0          | CG              | 2               | 0               | -                  | -                  | -                  | -           | -           | -           | 6      | 0      |
| ott. 2019-2020       | Reggina              | C                    | 1          | 0          | CI-C            | 0               | 0               | -                  | -                  | -                  | -           | -           | -           | 1      | 0      |
| 2020-gen. 2021       | Reggina              | B                    | 9          | 0          | CI              | 2               | 0               | -                  | -                  | -                  | -           | -           | -           | 11     | 0      |
| Totale Reggina       | Totale Reggina       | Totale Reggina       | 10         | 0          |                 | 2               | 0               |                    | -                  | -                  |             | -           | -           | 12     | 0      |
| gen.-giu. 2021       | Carpi                | C                    | 10         | 1          | CI              | 0               | 0               | -                  | -                  | -                  | -           | -           | -           | 10     | 1      |
| 2022-2023            | Renaissance Zemamra  | B2                   | 12         | 3          | CT              | 0               | 0               | -                  | -                  | -                  | -           | -           | -           | 12     | 3      |
| 2023-2024            | Union Touarga        | B1                   | 23         | 0          | CT              | 0               | 0               | -                  | -                  | -                  | -           | -           | -           | 23     | 0      |
| 2024-2025            | Union Touarga        | B1                   | 12         | 0          | CT              | 0               | 0               | -                  | -                  | -                  | -           | -           | -           | 12     | 0      |
| Totale Union Touarga | Totale Union Touarga | Totale Union Touarga | 35         | 0          |                 | 0               | 0               |                    | -                  | -                  |             | -           | -           | 35     | 0      |
| 2025-2026            | Virtus Verona        | C                    | 0          | 0          | CI-C            | 0               | 0               | -                  | -                  | -                  | -           | -           | -           | 0      | 0      |
| Totale carriera      | Totale carriera      | Totale carriera      | 77         | 4          |                 | 5               | 0               |                    | -                  | -                  |             | -           | -           | 82     | 4      |

### Cronologia presenze e reti in nazionale
| Cronologia completa delle presenze e delle reti in nazionale ― Marocco | Cronologia completa delle presenze e delle reti in nazionale ― Marocco | Cronologia completa delle presenze e delle reti in nazionale ― Marocco | Cronologia completa delle presenze e delle reti in nazionale ― Marocco | Cronologia completa delle presenze e delle reti in nazionale ― Marocco | Cronologia completa delle presenze e delle reti in nazionale ― Marocco | Cronologia completa delle presenze e delle reti in nazionale ― Marocco | Cronologia completa delle presenze e delle reti in nazionale ― Marocco |
| Data                                                                   | Città                                                                  | In casa                                                                | Risultato                                                              | Ospiti                                                                 | Competizione                                                           | Reti                                                                   | Note                                                                   |
| ---------------------------------------------------------------------- | ---------------------------------------------------------------------- | ---------------------------------------------------------------------- | ---------------------------------------------------------------------- | ---------------------------------------------------------------------- | ---------------------------------------------------------------------- | ---------------------------------------------------------------------- | ---------------------------------------------------------------------- |
| 12-6-2015                                                              | Agadir                                                                 | Marocco                                                                | 1 – 0                                                                  | Libia                                                                  | Qual. Coppa d'Africa 2017                                              | -                                                                      | 90’                                                                    |
| Totale                                                                 |                                                                        | Presenze                                                               | 1                                                                      |                                                                        | Reti                                                                   | 0                                                                      |                                                                        |

| Cronologia completa delle presenze e delle reti in nazionale ― Marocco under 23 | Cronologia completa delle presenze e delle reti in nazionale ― Marocco under 23 | Cronologia completa delle presenze e delle reti in nazionale ― Marocco under 23 | Cronologia completa delle presenze e delle reti in nazionale ― Marocco under 23 | Cronologia completa delle presenze e delle reti in nazionale ― Marocco under 23 | Cronologia completa delle presenze e delle reti in nazionale ― Marocco under 23 | Cronologia completa delle presenze e delle reti in nazionale ― Marocco under 23 | Cronologia completa delle presenze e delle reti in nazionale ― Marocco under 23 |
| Data                                                                            | Città                                                                           | In casa                                                                         | Risultato                                                                       | Ospiti                                                                          | Competizione                                                                    | Reti                                                                            | Note                                                                            |
| ------------------------------------------------------------------------------- | ------------------------------------------------------------------------------- | ------------------------------------------------------------------------------- | ------------------------------------------------------------------------------- | ------------------------------------------------------------------------------- | ------------------------------------------------------------------------------- | ------------------------------------------------------------------------------- | ------------------------------------------------------------------------------- |
| 31-8-2016                                                                       | Fès                                                                             | Marocco under 23                                                                | 4 – 2                                                                           | Liberia under 23                                                                | Amichevole                                                                      | -                                                                               | 80’                                                                             |
| 14-11-2016                                                                      | Rabat                                                                           | Marocco under 23                                                                | 0 – 0                                                                           | Palestina under 23                                                              | Amichevole                                                                      | -                                                                               |                                                                                 |
| Totale                                                                          |                                                                                 | Presenze                                                                        | 2                                                                               |                                                                                 | Reti                                                                            | 0                                                                               |                                                                                 |

## Palmarès

### Club
- Campionato italiano Serie C: 1

Reggina: 2019-2020 (girone C)
- Botola 2: 1

Renaissance Zemamra: 2022-2023